# Ornithomimiformes
Ornithomimiformes (gr. "lagartos imitadores de aves") u ornitomimosaurios es un clado de dinosaurios terópodos celurosaurianos, que vivieron desde el Cretácico inferior hasta el Cretácico superior (hace aproximadamente 130 y 65 millones de años, en el Barremiense y el Maastrichtiense, en lo que hoy es Asia, América, Europa, África y, probablemente, en Australia.

## Historia
Según el paleontólogo Paul Sereno, este clado incluye al infraorden Ornithomimosauria y a la familia Alvarezsauridae. 

### Taxonomía
- Clado Ornithomimiformes
  - Familia Alvarezsauridae
  - Infraorden Ornithomimosauria
    - Timimus?
    - Pelecanimimus
    - Shenzhousaurus
    - Familia Deinocheiridae
    - Familia Garudimimidae
    - Familia Harpymimidae
    - Familia Ornithomimidae

### Filogenia
Ornithomimiformes (=Arctometatarsalia)
```
|-?
Alvarezsauridae

`--
Ornithomimosauria

   |-?
Timimus

   |--
Pelecanimimus

   `--+--
Shenzhousaurus

      `--+--
Harpymimus

         `--Ornithomimoidea
            |-?
Deinocheirus

            |--
Garudimimus

            `--Ornithomimidae
               |--
Archaeornithomimus

               `--+--
Sinornithomimus

                  `--Ornithomiminae
                     |--+--
Gallimimus

                     |  `--
Anserimimus

                     `--Ornithomimini
                        |--
Struthiomimus

                        `--+--
Dromiceiomimus

                           `--
Ornithomimus
```